# Aksdal
Aksdal este o localitate din comuna Tysvær, provincia Rogaland, Norvegia, cu o suprafață de 0,44 km² și o populație de 635 locuitori (2013).